# Костадин Бодуров
Костадин Бодуров е български художник живописец.

## Биография
Роден е през 1928 г. в Сливен. Умира през 2011 г. в Сливен. Костадин Бодуров е един от старите майстори на гр. Сливен. През творческия си период рисува множество живописни платна на града, сините камъни и балкана. „Бай Динко“, както го наричат в Сливен, е близък приятел с художника Калчо Коралски, с който правят обща изложба през 2003 г. „Живописна изложба на баш наборите КОР и БОД“ той поддържа приятелски отношения с художници като Евгений Курдов, Русчо Симеонов и Димитър Кавръков.